# Gonzalo Giribet
Gonzalo Giribet (2 de septiembre de 1970) es un zoólogo y biólogo español interesado principalmente en invertebrados. Es profesor de zoología de la Universidad de Harvard y además fue expresidente de las sociedades Internacional de Morfología de Invertebrados y Willi Hennig. Es vicepresidente de la Sociedad Española de Malacología y miembro del Instituto de Estudios Catalanes.
Gonzalo Giribet es uno de los partícipes en la construcción de la filogenia animal y junto con sus colegas han sido los responsables de dar una mejor comprensión del árbol filogenético animal. Ha secuenciado los genomas y proteínas de muchos filos del reino Animalia y ha investigado sus caracteres morfológicos. También se ha especializado en la filogenia, evolución y biogeografía de subgrupos como los arácnidos y moluscos.

## Biografía
Giribet nació en Burgos de padres catalanes y creció en Villanueva y Geltrú, Cataluña. Cuando era niño, disfrutaba del windsurf, los paseos por la playa y la recolección de conchas marinas. Asistió y se graduó en la Universidad de Barcelona donde finalizó sus estudios en 1993, con una licenciatura en zoología y biología fundamental. Completó su doctorado en zoología en 1997. Luego decidió mudarse al Museo Estadounidense de Historia Natural para completar su investigación postdoctoral con Ward Wheeler y en 2000 consiguió llegar a la Universidad de Harvard donde se convirtió en profesor titular de Zoología. También consiguió la nacionalidad estadounidense. En 2016 Giribet recibió el premio Becario Guggenheim y en 2017 obtuvo un título doctor honoris causa de la Universidad de Copenhague.
Además Giribet ha recorrido varios países del mundo para obtener información biogeográfica de las especies y los diversos grupos de animales.

## Aportes a la filogenia animal
En 1996 junto con sus colegas confirmaron que los artrópodos son un grupo monofilético que se relacionan estrechamente con los onicóforos y tardígrados proponiendo el clado Panarthropoda y más adelante propusieron el clado Ecdysozoa. En 1999 propuso una relación hermana entre Cycliophora y Entoprocta.
En 2002 propuso el superfilo Spiralia que une a Lophotrochozoa con Gnathifera, luego de que los análisis moleculares respaldarían esta relación. Posteriormente junto con Ward Wheeler sugirieron que el grupo de moluscos bivalvos Anomalodesmata no tuviera clases y que las órdenes de Myoida y Veneroida no son monofiléticas. El mismo año junto con Gregory Edgecombe realizaron un análisis filogenético de los Opiliones y descubrieron que los taxones Dyspnoi y Laniatores formaron la superfamilia Dyspnolaniatores, que debería usarse como una nueva clasificación para los opiliones.
En 2006, junto con Jon Mallatt, aportaron pruebas de que el orden de crustáceos Branchiopoda es el grupo hermano de Hexapoda después hacer un análisis de ARN ribosómico con los filos de Ecdysozoa.
En 2009, junto con sus colegas sugirieron que Acoelomorpha y Xenoturbellida ya no pertenecen a los platelmintos con quienes se clasificaban y que representan un filo separado que se situarían como deuteróstomos simplificados y posteriormente se creó el filo Xenacoelomorpha.
En 2015 junto con colegas encontraron que las agrupaciones Platyzoa y Polyzoa son causadas por la atracción de ramas largas y que Lophophorata es un taxón monofilético.
En 2018 junto con colegas, en un análisis molecular de los filos basales del reino animal sugirieron que Placozoa y Cnidaria pueden ser grupos hermanos. También sugirieron que la colocación de Ctenophora como el filo más basal de los animales en los análisis moleculares puede ser causada una desviación que tienen en las secuencias de aminoácidos y nucleótidos que puede mejorarse con determinados métodos.
En 2019 junto con colegas, en un análisis multigenético exhaustivo de todos los filos animales encontraron apoyo para un clado de Kamptozoa y Lophophorata y que los quetognatos son naturalmente gnatiferos.
En 2022, un grupo de investigación dirigido por él y Prashant P. Sharma, su antiguo estudiantes de doctorado, encontró que Arachnida puede ser parafilético, utilizando un conjunto de datos de más de 500 bibliotecas de genomas y morfología. En ese estudio, se colocaron los cangrejos herradura dentro de los arácnidos, lo que sugiere una historia compleja de terrestreización en Chelicerata y desafía el dogma centenario de una única colonización de la tierra en los arácnidos.
En 2023, su laboratorio produjo la primera secuencia completa del genoma de los Onychophora, comúnmente conocidos como gusanos aterciopelados.